# Knickerbockers de New York
Pour les articles homonymes, voir Knicks de New York.
Ne doit pas être confondu avec Knickerbocker Club.
Les Knickerbockers de New York (en anglais : New York Knickerbockers) sont un club de baseball fondé en 1845 à New York. C'est ce club, et en particulier l'un de ses membres, Alexander Cartwright, qui mettent en place les premières règles du baseball moderne : les « Knickerbocker Rules » qui sont rapidement adoptées par les autres clubs. Le premier match disputé selon ses nouvelles règles fut joué le 19 juin 1846. Inventeurs du jeu, les Knickerbockers s'inclinèrent 23-1 face au Nine de New York en seulement quatre manches. Avant cette date, plusieurs matches de test des règles avaient déjà eu lieu. Le 6 octobre 1845, par exemple, les Knickerbockers jouent une partie sur trois manches entre différents membres du club.
Le terrain des Knickerbockers était l'Elysian Fields d'Hoboken dans le New Jersey, juste en face de Manhattan.
Les Knickerbockers sont une référence à New York pendant plus de dix ans, initiant quelques us et coutumes, comme le fait que tous les joueurs d'une même équipe porte le même uniforme (1849). Ils sont vite imités par les autres clubs new-yorkais. Dès 1854, New York compte quatre solides formations : les Knickerbockers, les Gothams, les Eagles et les Empires. Avec quinze autres clubs de New York et Brooklyn, les Knickerbockers fondent la National Association of Base Ball Players en 1857. 
Les Knickerbockers déclinent à la fin des années 1860 et cessent leurs activités durant les années 1880. À l'image des clubs sportifs européens, le club des Knickerbockers était né avec des principes sévères à propos du niveau social de ses membres, et il ne su pas négocier le virage que prend le baseball new-yorkais dès les années 1860 : ouverture sociale et professionnalisme. 